# Lenny Pickett
Leonard Brandon „Lenny“ Pickett (* 10. April 1954 in Las Cruces, New Mexico) ist ein US-amerikanischer Jazz- und Studiomusiker (Saxophone, Flöte, Klarinette, Komposition, Arrangement). 

## Leben und Wirken
Pickett, der zunächst in Berkeley aufwuchs, ist als Instrumentalist weitgehend Autodidakt. Nachdem er die dortige Highschool verlassen musste, hatte er nur einige Unterrichtsstunden bei Bert Wilson, um dann seinen eigenen Ansatz zu entwickeln. Zwischen 1972 und 1981 war er Mitglied der Bläsergruppe Tower of Power, die zu zahlreichen Plattensitzungen gerufen wurde. Auch arrangierte er für beispielsweise Elton John, Rod Stewart, David Bowie, Talking Heads, Soda Stereo und Laurie Anderson. Seit 1985 ist er der musikalische Leiter der Studioband der Fernsehshow Saturday Night Live. Er komponierte nicht nur für seine eigene Band, die Borneo Horns, sondern auch für andere Ensembles wie das New Century Saxophone Quartet oder das UMO Jazz Orchestra, aber auch für Theater und Film.
Pickett wurde an die New York University berufen, um als Professor Jazzsaxophon zu lehren, obgleich er „im konventionellen Sinn“ nicht als Jazzspieler gilt (Allmusic). Er wurde mit einem Bessy Award (New York Dance and Performance Award) ausgezeichnet.

## Diskographische Hinweise
- Lenny Pickett with the Borneo Horns (Hannibal Records, 1987)
- Lenny Pickett with the UMO Jazz Orchestra – The Prescription (Random Act Records, 2014)